# Hapur (Nepal)
Hapur (nepalski: हापुर) – gaun wikas samiti w zachodniej części Nepalu w strefie Rapti w dystrykcie Dang Deokhuri. Według nepalskiego spisu powszechnego z 2001 roku liczył on 2339 gospodarstw domowych i 12293 mieszkańców (6306 kobiet i 5987 mężczyzn).